# Steilrand

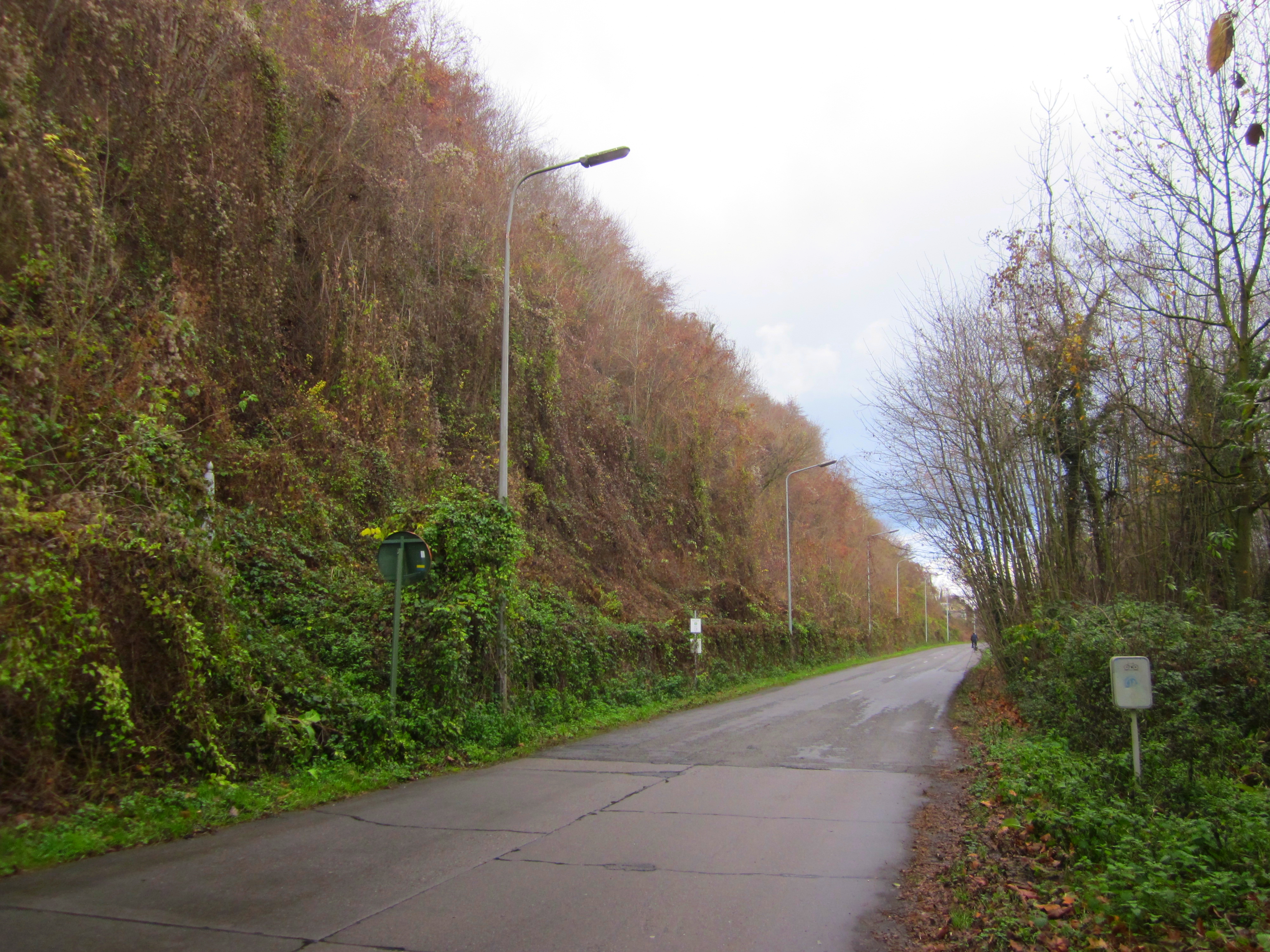
De 60 meter hoge steilrand nabij de Belgisch-Nederlandse grens bij Maastricht. Links de Sint Pietersberg, rechts het Maasdal

Een steilrand is in de geomorfologie een abrupt hoogteverschil, wat kan variëren van enkele tot vele meters. Het is een steile helling, of een klif.
Steilranden kunnen samenhangen met historische oevers, erosie door rivieren, afgravingen en dergelijke.
Voorbeelden van steilranden in de Benelux zijn:
- De steilrand van de stuwwal bij Nijmegen (tussen de Waalbrug en de Duitse grens)
- De zuidrand van de Utrechtse Heuvelrug en de Veluwe.
- De Brabantse Wal.
- De steilrand aan de noordoostzijde van de Hondsrug (bijv. bij Gieten  is er 12 m hoogteverschil met de Groninger Veenkoloniën).
- De steilranden van het Maasdal, bijvoorbeeld daar waar het Plateau van Caestert en het Kempens Plateau overgaan in dit dal, en langs het (hoge) Maasterras tussen Roermond en Venlo.
- De zuidrand van het Kocherbos in Muiderberg.
- De steilrand van Bergen op Zoom.